# Parlamentswahl in Ägypten 1987
Vorgezogene Parlamentswahlen wurden in Ägypten am 6. April 1987 abgehalten, mit einer zweiten Runde für neun Sitze am 13. April.
Die Wahlen folgten auf die Änderungen im Wahlgesetz, welches durch das Verfassungsreferendum im Februar 1987 angenommen wurde, und welches es nun unabhängigen Kandidaten erlaubte, bei den Wahlen anzutreten. Das Ergebnis war ein Sieg für die regierende Nationaldemokratische Partei, welche insgesamt 346 der 458 Sitze erringen konnte. nach dieser Wahl ernannte die Volksversammlung den inkumbenten Husni Mubarak für den Posten des Präsidenten, dessen Kandidatur auch den Wählern in einem Referendum am 5. Oktober vorgeschlagen wurde.
Die Wahlbeteiligung lag bei 50,45 %, vor den Wahlen wurde eine Wahlbeteiligung von geschätzten 25 % erwartet. Oppositionsführer wurde erstmals die Islamische Allianz, eine Parteienkoalition aus der Sozialistischen Arbeitspartei, der Sozialistischen Liberalen Partei und der Muslimbruderschaft.

## Ergebnisse
| Partei                                                                                                   | Stimmen   | Anteil | Sitze | +/- |
| --- | --------- | ------ | ----- | --- |
| Nationaldemokratische Partei                                                                             | 4.751.758 | 69,9 % | 346   | −44 |
| Islamische Allianz: - Sozialistische Arbeitspartei - Sozialistische Liberale Partei - Muslimbruderschaft | 1.163.525 | 17 %   | 60    | Neu |
| Neue Wafd-Partei                                                                                         | 746.023   | 10,9 % | 35    | −23 |
| Unabhängige                                                                                              |           |        | 7     | Neu |
| National-Progressive Unionistische Partei                                                                | 150.570   | 2,2 %  | 0     | 0   |
| Umma-Partei                                                                                              | 13.031    | 0,2 %  | 0     | Neu |
| Präsidentiell Ernannte                                                                                   | -         | -      | 10    | 0   |
| Ungültige/Leere zettel                                                                                   | 402.559   | -      | -     | -   |
| Gesamt                                                                                                   | 7.207.467 | 100 %  | 458   | 0   |
| Quelle: Nohlen                                                                                           |           |        |       |     |